# Кашаган
Кашага́н (каз. Қашаған / Qaşağan) — супергигантское шельфовое нефтегазовое месторождение Казахстана, расположено в 80 км от города Атырау, в северной части Каспийского моря. Глубина шельфа составляет 3—7 м.
Месторождение открыто 30 июня 2000 года скважиной «Восток-1». Является одним из самых крупных месторождений в мире, открытых за последние 40 лет.
Разработку месторождения ведёт международное совместное предприятие North Caspian Operating Company (NCOC) в соответствии с соглашением о разделе продукции по Северному Каспию от 18 ноября 1997 года (подробнее об участниках проекта см. ниже). Промышленная добыча на месторождении началась 11 сентября 2013 года.
Разработка месторождения ведётся с помощью искусственных островов.
Разработка месторождения ведётся в сложных условиях: шельфовая зона, неблагоприятное сочетание мелководных условий и льдообразования (около 5 месяцев в году), экочувствительная зона, большие глубины залегания месторождения (до 4800 м), высокое пластовое давление (80 МПа), высокое содержание сероводорода (до 19 %).
Нефтегазоносность связана с пермским, каменноугольными и девонским отложениями. Месторождение характеризуется как рифогенное, когда углеводороды находятся под солевым куполом (высота соляного купола 1,5—2 км). Относится к Прикаспийской нефтегазоносной провинции.
Месторождение было обнаружено в год празднования 150-летия известного мангыстауского поэта-жырау XIX века — Кашагана Куржиманулы. Как и многие тюркские имена в казахском языке, слово қашаған имеет перевод и означает черту характера — «норовистый, неуловимый».

## История разработки месторождения
Кашаган, как высокоамплитудное, рифогенное поднятие в подсолевом палеозойском комплексе Северного Каспия было обнаружено поисковыми сейсмическими работами советскими геофизиками в период 1988—1991 годы на морском продолжении Каратон-Тенгизской зоны поднятий.
Впоследствии оно было подтверждено исследованиями западных геофизических компаний, работавших по заказу правительства Казахстана. Первоначально выделенные в его составе 3 массива Кашаган, Кероглы и Нубар в период 1995—1999 годы получили названия Кашаган Восточный, Западный и Юго-Западный соответственно.
Активное участие в разработке и строительстве данного проекта принимала ТОО «Future Development». Компания разрабатывала методы быстрой доставки строительных материалов и добывающей аппаратуры на месторождение.
Месторождение характеризуется высоким пластовым давлением до 850 атмосфер. Нефть высококачественная — 46° API, но с высоким газовым фактором, содержанием сероводорода и меркаптанoв.
О Кашагане было объявлено летом 2000 года по результатам бурения первой скважины Восток-1 (Восточный Кашаган-1). Её суточный дебит составил 600 м³ нефти и 200 тыс. м³ газа. Вторая скважина (Запад-1) была пробурена на Западном Кашагане в мае 2001 года в 40 км от первой. Она показала суточный дебит в 540 м³ нефти и 215 тыс. м³ газа.
Для освоения и оценки Кашагана построено 2 искусственных острова, пробурено 6 разведочно-оценочных скважин (Восток-1, Восток-2, Восток-3, Восток-4, Восток-5, Запад-1).
С января 2025 года нефть с месторождения Кашаган начали также переправлять нефтетанкерами через Каспийское море и далее по нефтепроводу Баку-Тбилиси-Джейхан. 

## Запасы Кашагана
Запасы нефти Кашагана колеблются в широких пределах от 1,5 до 10,5 млрд тонн. Из них на Восточный приходится от 1,1 до 8 млрд тонн, на Западный — до 2,5 млрд тонн и на Юго-Западный — 150 млн тонн.
Геологические запасы Кашагана оцениваются в 4,8 млрд тонн нефти по данным казахстанских геологов.
По данным оператора проекта общие нефтяные запасы составляют 38 млрд баррелей или 6 млрд тонн, из них извлекаемые — около 10 млрд баррелей. В Кашагане есть крупные запасы природного газа, более 1 трлн м³.

## Участники Северо-Каспийского проекта
Месторождение Кашаган входит в Северо-Каспийский проект и разрабатывает совместная операционная компания North Caspian Operating Company (NCOC) в форме соглашения о разделе продукции по Северному Каспию.
В неё входят: AgipCaspian Sea B.V. (16,807 %) (оператор проекта), KMG Kashagan B.V. (16,877 %), французская Total EP Kazakhstan (16,807 %), американская ExxonMobil Kazakhstan Inc. (16,807 %), англо-голландская Shell Kazakhstan Development B.V. (16,807 %), китайская CNPC — 8,333 %, японская Inpex — 7,563 %.
| № п/п | Страна                                 | Участники проекта по состоянию на 01.05.2016 | Доля участия, % |
| ----- | -------------------------------------- | -------------------------------------------- | --------------- |
| 1     | Флаг Казахстана                        | «Казмунайгаз»                                | 16,877          |
| 2     | Флаг Италии                            | AgipCaspian Sea B.V. (Eni)                   | 16,807          |
| 3     | Флаг Франции                           | TotalEnergies                                | 16,807          |
| 4     | Флаг США                               | ExxonMobil                                   | 16,807          |
| 5     | Флаг Великобритании · Флаг Нидерландов | Shell                                        | 16,807          |
| 6     | Флаг Китайской Народной Республики     | CNPC                                         | 8,333           |
| 7     | Флаг Японии                            | Inpex                                        | 7,563           |

## Добыча нефти
Правительство Казахстана и международный консорциум по разработке Северо-Каспийского проекта (включая месторождение Кашаган) согласовали перенос начала добычи нефти с 2011 года на сентябрь 2016 года.[обновить данные]
В 2008 году для освоения Кашагана между Республикой Казахстан и участниками Северо-Каспийского консорциума подписан договор, согласно которому North Caspian Operating Company стала оператором работ в рамках Соглашения о разделе продукции по Северному Каспию. Производственные операции были поделены между участниками следующим образом: Eni отвечает за реализацию Этапа I (опытно-промышленная разработка, включая бурение), строительство объектов наземного комплекса на Этапе II; Royal Dutch Shell отвечает за планирование, работы по освоению и строительство морских объектов Этапа II; ExxonMobil — за выполнение буровых работ на Этапе II; «Казмунайгаз» и Royal Dutch Shell будет управлять эксплуатацией производства на всех последующих этапах.
Промышленная добыча на месторождении Кашаган началась 11 сентября 2013 года.
Добыча нефти на Кашагане была приостановлена в конце 2013 года из-за возникшей утечки газа на одном из трубопроводов.
В рамках 1-го этапа разработки месторождения добычи нефти должна составить 25 млн тонн в год. Казахстан войдёт в топ-10 нефтедобытчиков в мире с суммарной добычей нефти более 100 млн тонн. В рамках 2-го этапа разработки добыча должна составить 50 млн тонн в год, пиковая добыча должна составить 75 млн тонн в год, Казахстан войдёт в топ-5 нефтедобытчиков в мире.
В целях повышения нефтеотдачи и уменьшения содержания H2S консорциум готовится задействовать несколько сухопутных и морских установок в Карабатане для закачки природного газа в продуктивный пласт, будет построен нефтепровод и газопровод с Карабатаном.
Добыча нефти в 2016 году на месторождении Кашаган составила 1,2 млн тонн, в 2017 году — 8,35 млн тонн., в 2018 году — 13,2 млн тонн.

## Производственные объекты для освоения Северо-Каспийского проекта
В освоении месторождения Кашаган будут использоваться искусственные производственные острова: небольшие «буровые» острова без персонала и большие «острова с технологическими комплексами» с обслуживающим персоналом (остров Д).
Добытые углеводороды будут перекачиваться по трубопроводам с буровых островов на производственный остров Д. На острове Д будут находиться технологические установки для извлечения жидкой фазы (нефти и воды) из сырого газа и установки для закачки газа.
На Этапе I примерно половина всего объёма добытого газа будет закачиваться обратно в пласт. Извлечённые флюиды и сырой газ будут подаваться по морскому трубопроводу на Карабатан, где планируется осуществлять подготовку нефти до товарного качества.

## Экология
24 сентября 2013 года недалеко от установки комплексной переработки нефти и газа (наземный комплекс завода «Болашак») вследствие разрыва газопровода произошла утечка сероводорода (попутно-пластовый газ). В результате аварии остаточный газ был направлен и сожжен на факельных установках наземного и морского комплексов месторождения Кашаган. В результате Департаментом экологии по Атырауской области компании NCOC направлено предписание о возмещении ущерба на 134,2 миллиарда тенге, нанесенного в результате загрязнения атмосферного воздуха выбросами загрязняющих веществ, возникшего вследствие сжигания кислого газа на факельных установках перерабатывающих комплексов. Согласно акту о результатах проверки, общий объём сверхнормативно сожженного кислого (сырого) газа составил 2 миллиона 795,149 тысячи кубометров.
NCOC и Agip KCO оспаривали в судах законность предписания Атырауского областного департамента экологии о возмещении экологического ущерба, но суд оставил в силе решение о штрафе в 134 миллиарда тенге. По факту было выплачено всего 222 млн тенге, а также несколько административных штрафов в результате разнообразных начислений на общую сумму свыше 10 млрд тенге. Затем в 13 декабря 2014 года было подписано соглашение между Министерством энергетики Республики Казахстан, NCOC и участниками СРПСК по которому были урегулированы ряд производственных, финансовых и экологических вопросов, возникавших на протяжении последних нескольких лет. По соглашению штрафы в общей сумме 10 млрд 287 млн тенге, уже выплаченные консорциумом за последствия сентябрьской аварии 2013 года, были зачтены казахстанской стороной как «полное возмещение экологического ущерба в связи с любыми случаями сжигания газа на факелах и связанных с этим выбросов в период с 11.12.2012 по 28.01.2014». Также, министерство энергетики РК обязалось консультироваться с NCOC по поводу возможных изменений в законодательстве, касающихся сжигания газа и выбросов — «учитывая особые экологические условия Каспийского моря и различия между регулятивными базами республики и других стран». В свою очередь консорциум согласился профинансировать всемирную выставку EXPO-2017 на 50 млн долларов.
Сообщалось, что деятельность ледоколов на Каспии сокращает численность популяции каспийского тюленя в районе Тюленьих островов. В связи с этим NCOC сообщала, что маршруты ледокола «Тулпар» разрабатывают с учётом лежбищ этих животных.
В зимнюю навигацию 2021 года с ледоколов «Тулпар» и «Мангыстау-3» было совершено восемь наблюдательных рейсов за популяцией каспийского тюленя с исследователями на борту.

## Проблемы
2015 году, на фоне падения цен на нефть, лондонская Times высказывала мнение об ошибочности прогнозов, связанных с разработкой месторождения:

Кашаганское месторождение неожиданно превратилось в самую дорогостоящую «черную дыру» в истории нефтедобывающей отрасли.
— «Колоссальная ошибка», Би-Би-Си, 21.09.2015
Причинами неудачи газета называет сложные климатические условия разработки и падение мировых цен на нефть. За 15 лет Total, Eni, ExxonMobil и China National Petroleum Corp. вложили в месторождение суммарно около 50 млрд долларов США. Если при ценах выше 100 долларов за баррель проект был рентабельным, то падение цен в 2014 году кардинально поменяло ситуацию. По мнению издания, в этих условиях Кашаган потерял инвестиционную привлекательность.